# 長岡城
長岡城（ながおかじょう）は、越後国古志郡長岡 （現：新潟県長岡市）にあった日本の城。

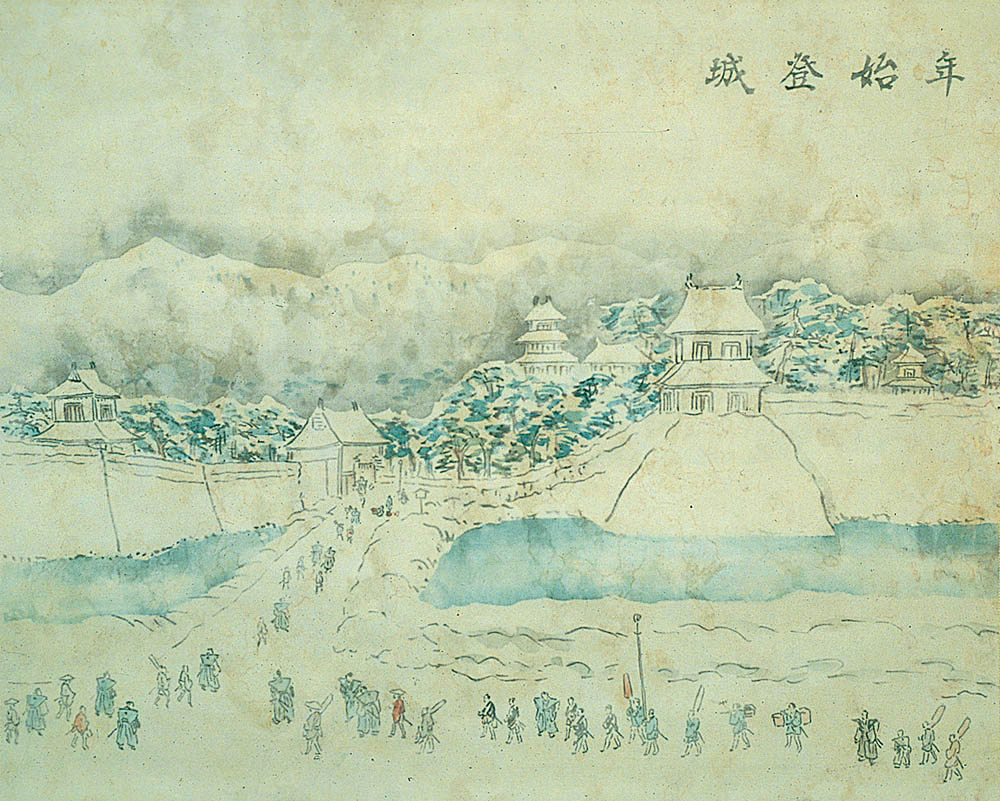
『長岡城下年中行事図絵 年始登城』片山翠谷（初代）画。
元旦に年賀のため登城する様子を描いた画。江戸時代後期の作。大手門を過ぎて桜御門に入るところ。右に見える大きな櫓は二の丸の櫓、中央に見えるのが本丸の御三階。

## 概要
江戸時代初期の元和2（1616年）に、蔵王堂城に替えて堀直寄によって築かれ、後は越後長岡藩7万4千石牧野家の居城として明治を迎えた。梯郭式の平城であったが、戊辰戦争の折に城郭は城下とともに焼失し、明治31年（1898年）以降、本丸跡地は鉄道の停車場（現：JR長岡駅）、他は市街地として利用されており遺構はない。昭和29年（1954年）、長岡駅（長岡城本丸跡にあたる）の地下道掘削工事の最中に地下4mのところから長岡城塁の礎石（石垣石ではない）が発見された。この礎石は長岡市内の悠久山にある長岡市郷土資料館の石垣の一部に使用されている。資料館の建物は天守風に建てられているが、長岡城との関係はない。

## 歴史・沿革

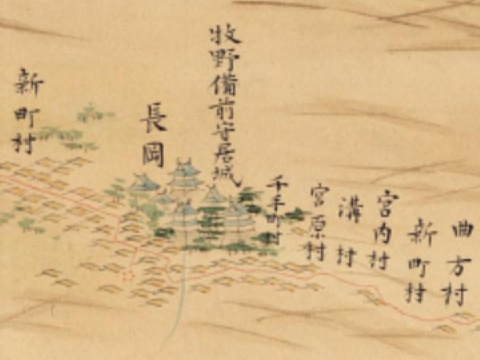
伊能忠敬による『大日本沿海輿地全図』に描かれた長岡城とその周辺

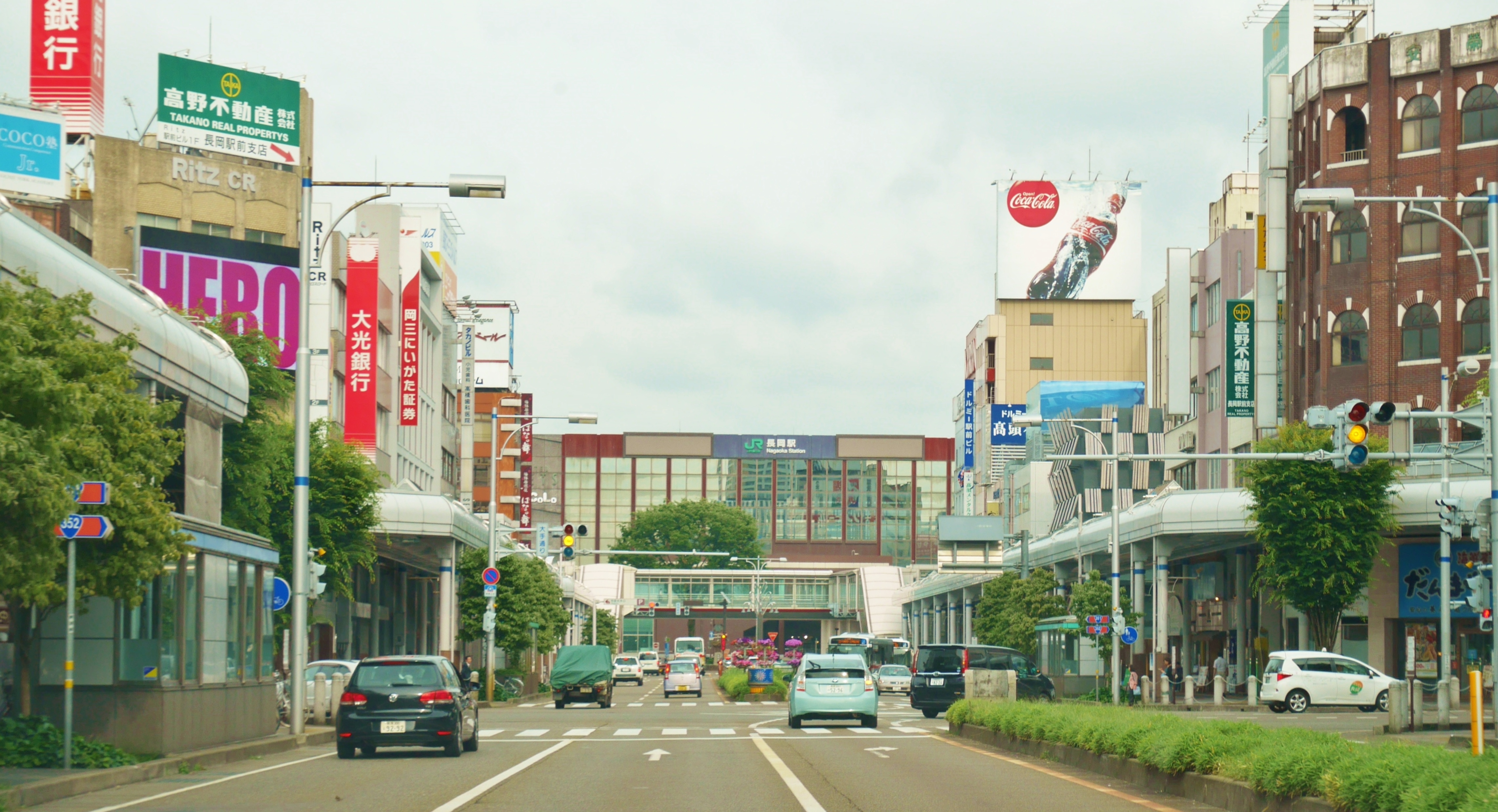
長岡城の跡地を『長岡城下年中行事図絵 年始登城』に近い構図で撮影。長岡駅付近が本丸跡、アオーレ長岡付近が二の丸跡。

長岡藩の中心領域となった現在の長岡市域は、戦国時代には越後守護代長尾氏（のち上杉氏）の一族古志長尾家が古志郡蔵王の蔵王堂城（現長岡市西蔵王）に拠って治めていた。その古志長尾家の景信が御館の乱により戦死した後は、上杉家の直接支配を受けることとなる。
その後、慶長3年（1598年）に上杉氏が陸奥会津に移封すると、かわって越後に入封した堀秀治の弟堀親良が4万石を与えられて蔵王堂城主となるが、親良を継いだ甥の鶴千代が慶長11年（1606年）に早世したため、蔵王藩は2代で断絶した。さらに慶長15年（1610年）、宗家の堀忠俊が家老堀直次・直寄兄弟の内紛を収められなかった罪で除封され、替わって徳川家康の六男松平忠輝が越後に入封すると、蔵王堂城もその属城となった。

### 築城
元和2年（1616年）、松平忠輝が大坂の陣における不始末から除封されると、6年前の騒動の一方の元凶であった堀直寄が8万石をもって蔵王に入封した。直寄は蔵王堂城が信濃川に面して洪水に弱いことから、その南にあって信濃川からやや離れた長岡（現長岡駅周辺）に新たに築城、城下町を移して長岡藩を立藩した。
直寄は2年後の元和4年（1618年）には越後村上に移され、かわって譜代大名牧野忠成が6万2000石をもって入封する。牧野氏は堀氏ら外様大名の多い越後を中央部において抑える役割を委ねられ、元和6年（1620年）には1万石を加増、さらに寛永2年（1625年）に新墾田2000石を表高に加えて7万4000石となった。

### 災害
享保13年3月27日（1728年）に起こった、俗に「三蔵火事」と称される大火事で本丸から外曲輪にいたる城郭全てが全焼し、城の再建は幕府から7000両借用して行われ、宝暦4年（1754年）までかかった。また、天保15年10月14日（1844年）の俊治火事では城門2つ、城塀324間が延焼している。
また先述の通り水害対策が長岡城建設の理由であったが、洪水で城内まで浸水することが5回あった。寛文11年（1671年）と延宝2年（1674年）に浸水しており、天明元年（1781年）と寛政元年（1789年）の洪水では2回とも城内まで8から9尺（単純計算で約2.4mから2.7m）浸水した。
この他、文政11年11月12日（1829年12月18日）の三条地震では本丸を初め、役所、門、塀、柵など、ほとんどが大破し、翌年の大風で城内破損35箇所ほどの被害を受けている。

### 戊辰戦争

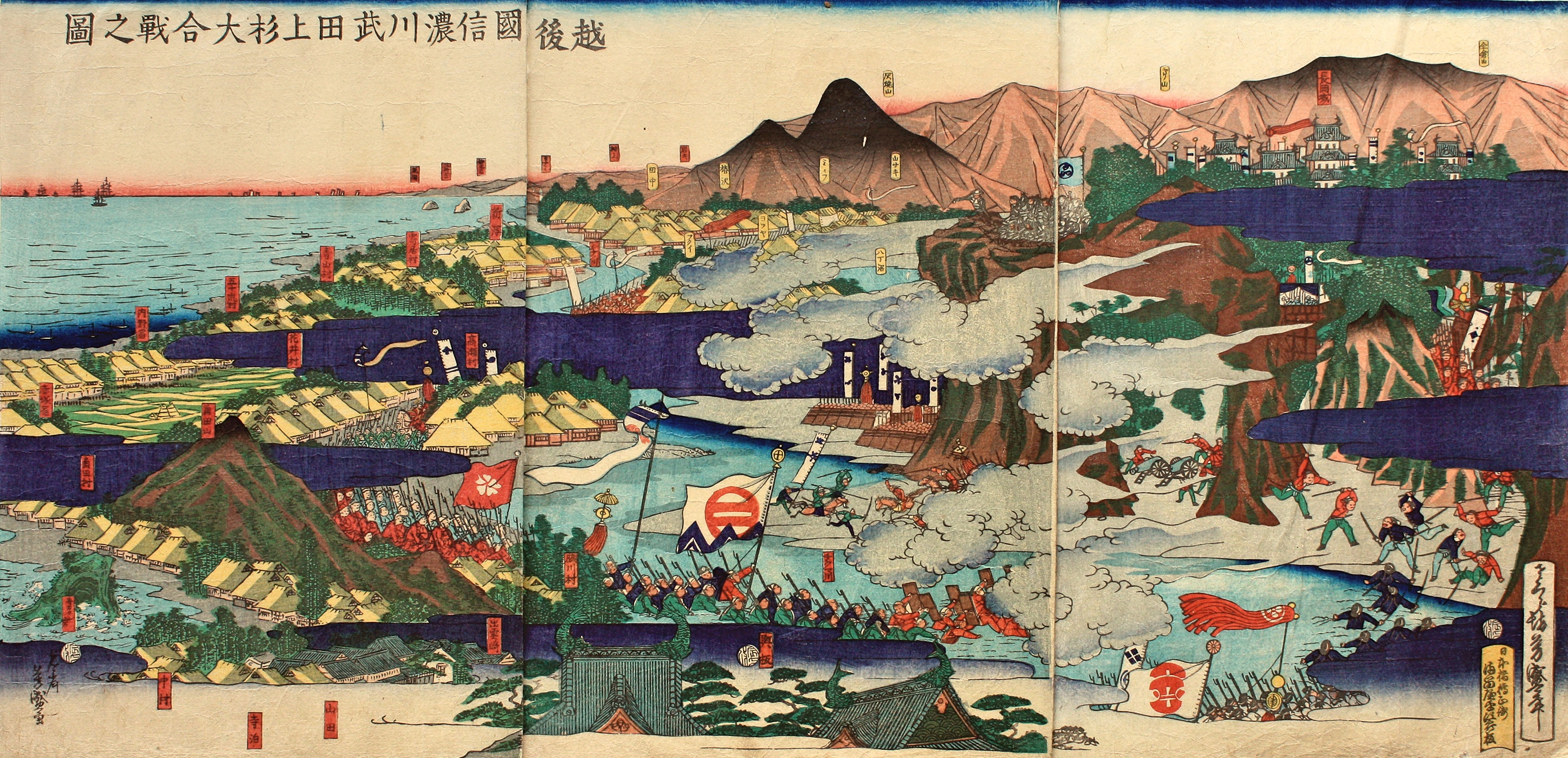
戊辰戦争（北越戦争）を描いた浮世絵。画題は『越後国信濃川武田上杉大合戦之図』であるが、時の政府に配慮して北越戦争を武田と上杉の戦いに見立てて描いたもの。歌川芳盛作。

明治元年（1868年）、戊辰戦争（北越戦争）により長岡城はほぼ焼失した。焼け残ったのは、本丸の九間門橋・三階隅櫓・坤隅の櫓・かご部屋と二の丸の南櫓、そして千手口門だけであった。しかし、それらも士族の救済や阪之上小学校の教育費に充てるため売却された。

### 廃城以後

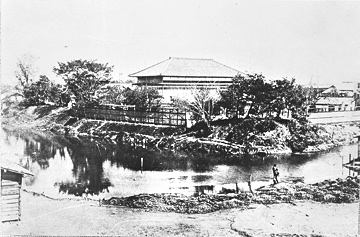
長岡城二の丸跡にあった宝田石油本社。大正期まで宝田石油本社の周辺に長岡城の二の丸内濠が残っていた。

戊辰戦争（北越戦争）によって長岡城が失われた後、跡地は「遊覧場」と呼ばれ一種の公園の役目を果たしていたが、鉄道敷設の際、停車場設置の候補地となり明治31年（1898年）、本丸跡の東部分に長岡駅が開業した。
二の丸跡には明治35年（1902年）に宝田石油本社が建てられ、この頃まで二の丸内濠が残っていたが、宝田石油本社の移転後、この地を長岡市に寄付し長岡市公会堂が建設され（1926年）、内濠はなくなった。二の丸跡はその後、長岡市公会堂（1926年）、長岡市厚生会館（1958年）と移り変わり、2012年からは長岡市役所本庁舎などを擁する複合交流施設「長岡市シティホールプラザアオーレ長岡」となっている。
このように長岡城の遺構は失われ、長岡城本丸跡の史跡案内標柱（長岡駅大手口）や長岡城址の碑（アオーレ長岡隣り）、そして城内町、「大手口」など地名・名称に面影が残るのみである。

## 構造

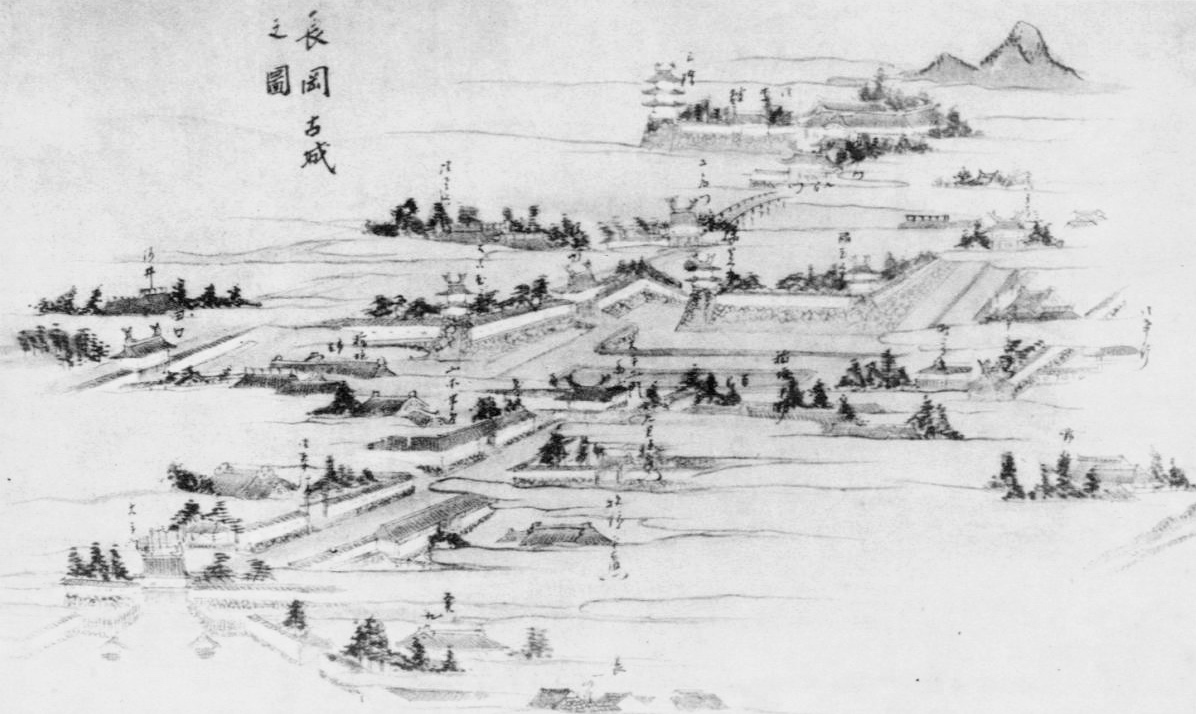
『長岡古城之図』

堀直寄は長岡城の縄張りを「苧引形兜城（おびきがたかぶとじょう）」と呼び、また長岡城は信濃川と栖吉川が周囲を囲むように自然の外郭を形成し、さらに城の東側の江筋より水を引いて幾重にも堀を巡らしていたために「八文字の浮島城」ともいった。

### 立地
西に信濃川があり、南北と東を東山山地に源流がある赤川（現在の柿川）が三方を囲むように流れ、信濃川と合流している。北に広大な沼であった八丁沖を天然の守りにしていた。ただし、守備側は天領であった小千谷との境にある朝日山、榎峠を確保することが必須条件で、攻守ともにこの南方高地を制圧した側が城を手にすると言われていた。

### 規模
『長岡市史』によると城内の広さ、堀や土手については以下のとおり。
- 本丸；東西の長さ43間、南北の長さ53間
- 二の丸；東西の長さ45間、南北の長さ51間
- 詰めの丸（三の丸と推測）；東西の長さ22間、南北の長さ51間
- 要地の土手；土手の高さ1丈5尺、堀の深さ1丈5尺
- 二番土手；土手の高さ1丈2尺、堀の深さ1丈
- 三番土手；土手の高さ7尺5寸、堀の深さ8尺

堀の幅は31間から34間、場所により広狭があった。

### 施設

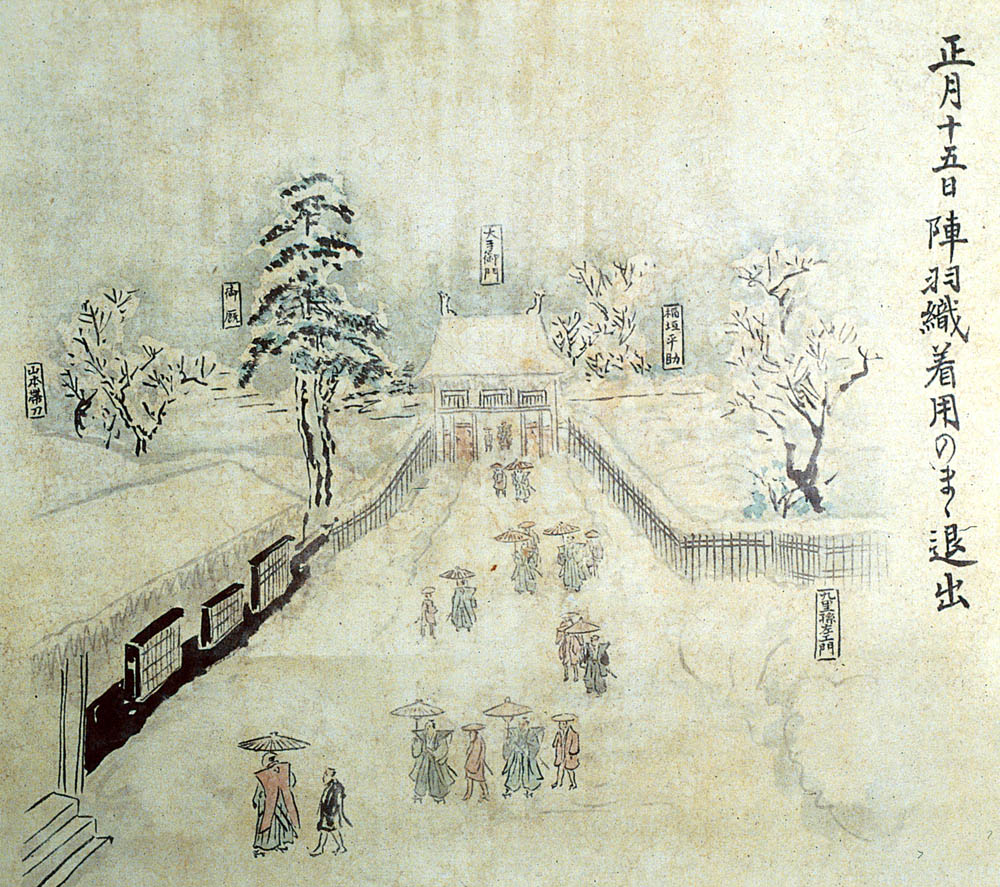
『長岡城下年中行事図絵 正月十五日陣羽織着用のまま退出』片山翠谷（初代）画（長岡市立中央図書館蔵）。長岡城の大手門が描かれている。

内郭と外郭の堀は土橋が掛けられ、城門に通じた。本丸の一部にしか石垣はなく、他は土塁で周囲を囲んでいた。天守はなく、本丸北西の三階櫓を代用としていた。
城門は17棟あり、大手から本丸に通じる間に、大手門、桜門、二之門、冠木門、九間門が存在した。九間門は本丸正門であり、冠木門はその付属である。
裏門に塩門、門、不明門（あかずのもん）、太鼓門があり、また外郭に町口門、坂口門、千手口門、高橋口門、長町口門、神田口門、四郎丸口門、今朝白口門が存在した。太鼓門見通しおよび千手口門見通しは積雪を測量する場所とされた。

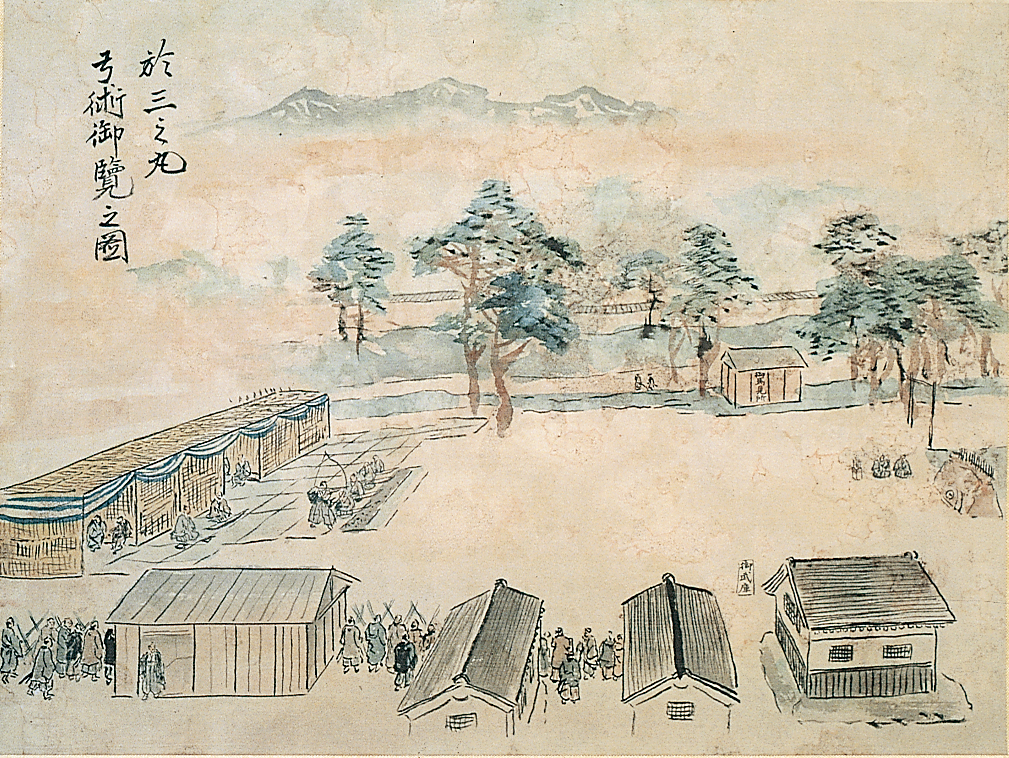
『長岡城下年中行事図絵 於三之丸弓術御覧之図』片山翠谷（初代）画（長岡市立中央図書館蔵）。

中心部の本丸から南西の方向に二の丸が延び、北の方向に三の丸があった。後に三の丸には城外にあった馬場が移設され、馬術や弓術の藩主への御覧が三の丸において行われていた。また、三の丸は太鼓門見通し及び千手口門見通しと同様に積雪を測量する場所とされ、この他に下場札前と御厩が積雪を測量する場所とされ、三尺積雪すると除雪させた。

### 城内に建設された神社
享保7年（1722年）に隠居していた牧野忠辰が死去すると忠辰を祭神とした蒼柴神社が城内に建設されるが、後に牧野忠精により悠久山に移転した。
この他、城内には稲荷神社と八幡神社が創建され、八幡神社は千手町に移転した。

## 城絵図

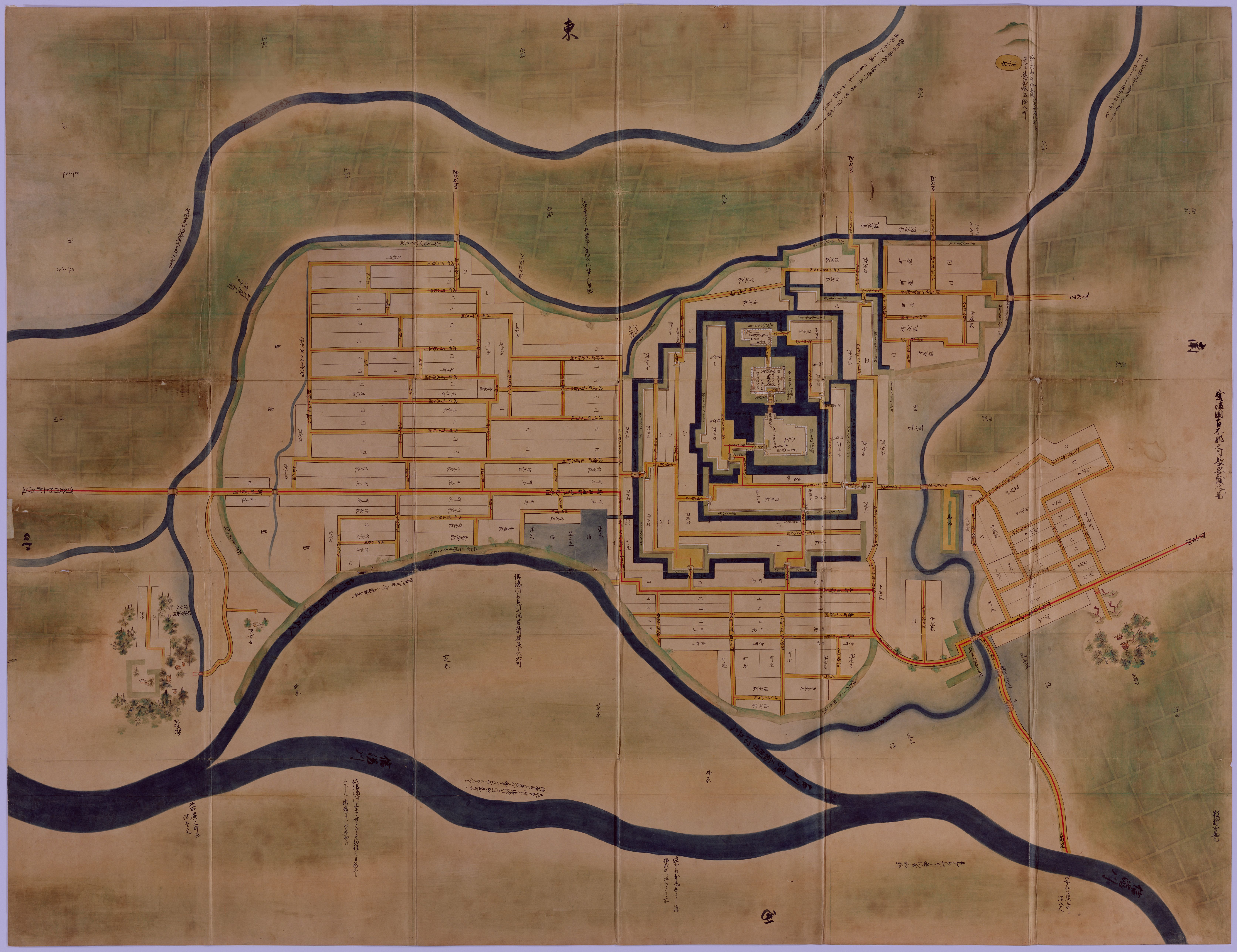
『諸国城郭絵図 越後国古志郡之内長岡城之図』（正保城絵図）国立公文書館所蔵

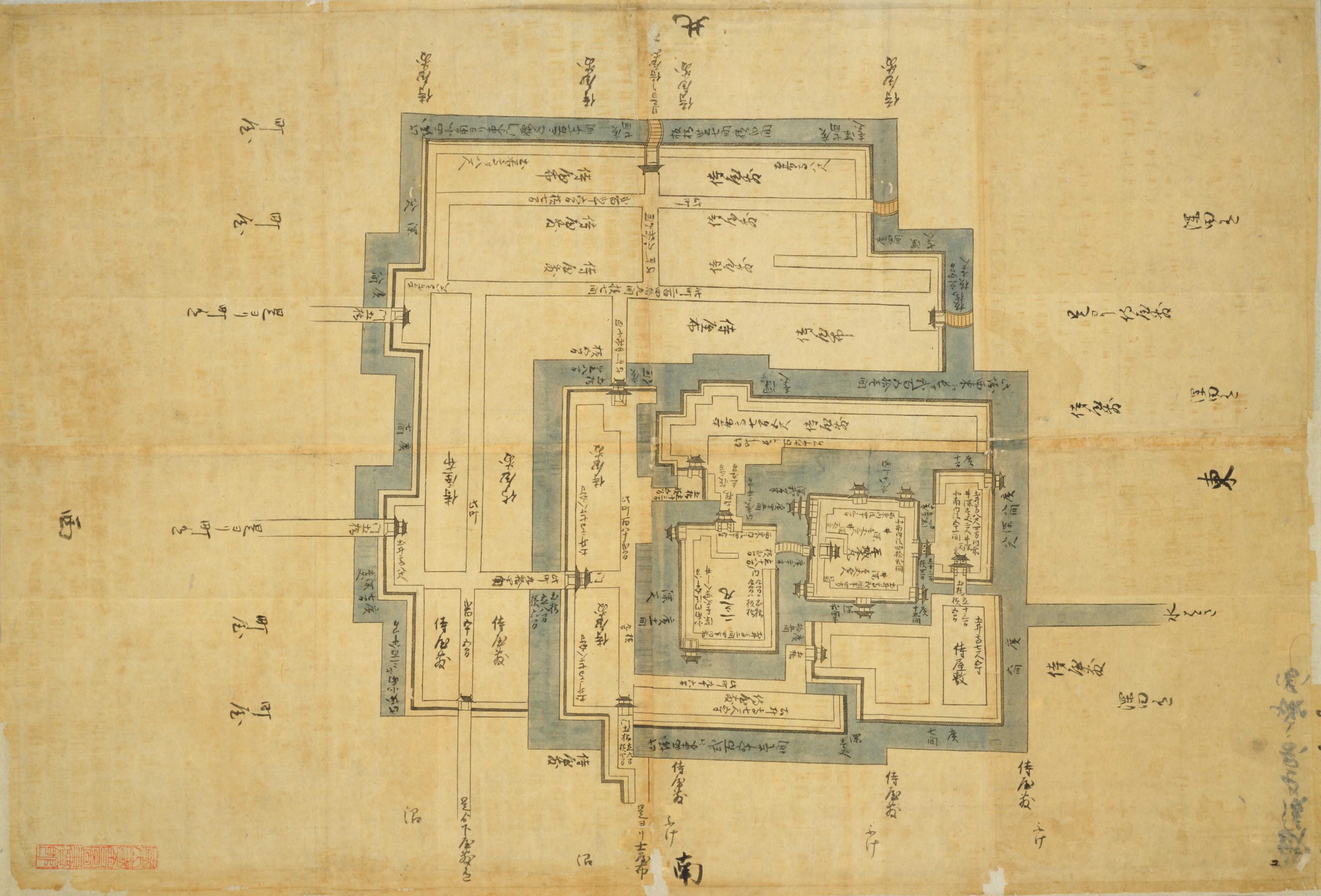
『日本古城絵図 北陸道之部 越後国長岡之城図』国立国会図書館所蔵

現存するものとして、国立公文書館内閣文庫に『諸国城郭絵図 越後国古志郡之内長岡城之図』（正保城絵図）、長岡市安禅寺文書に『延宝年中長岡城下図』、国立国会図書館に『日本古城絵図 北陸道之部 越後国長岡城図』『日本古城絵図 北陸道之部 越後国長岡之城図』がある。